# E.tur.kalam.ma
E.tur.kalam.ma, traducido como Casa del Establo del País, fue un templo restaurado por Hammurabi en 1758 a. C. Estaba situado en Babilonia y sobrevivió hasta la época parta. En este templo recibían culto Anu, Ishtar y Sin.